# 배선

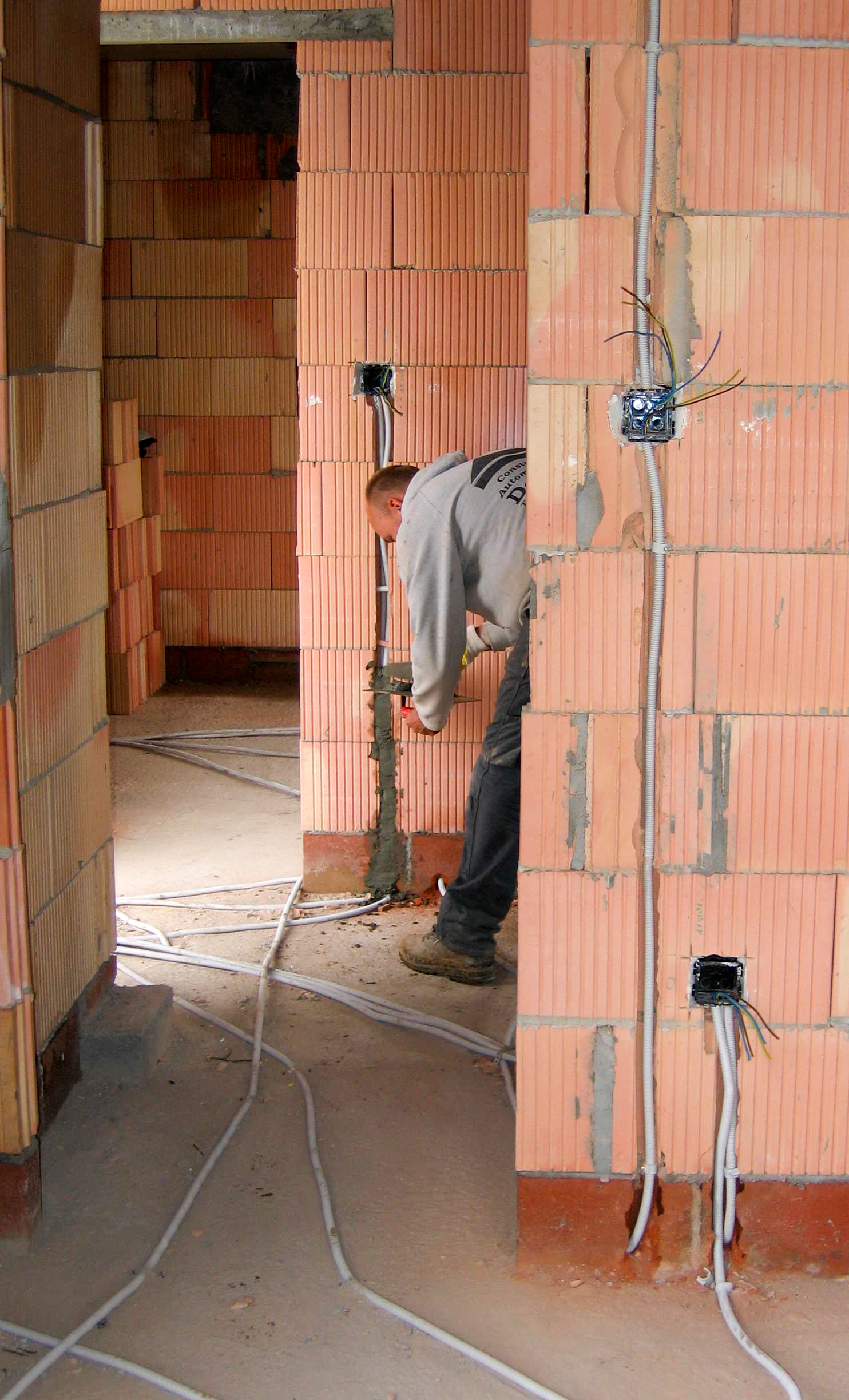
건물 벽의 석조 구조물에 전기 배선을 설치하는 모습

배선(Electrical wiring)은 케이블 및 관련 장비들(예를 들면 스위치, 배전판, 소켓, 전등기구 등)을 전기적으로 설치하는 행위이다.
배선 작업은 설계와 설치를 위한 안전 표준에 종속된다. 허용 가능한 전선과 케이블 유형과 크기는 전압과 전류 기능을 운용하는 회로에 따라 규정되며 온도, 습도, 일광/화학 노출 등 환경에 따른 추가 제한이 있다.

## 같이 보기
- 배전
- 접지
- 유해물질 제한지침
- 단상 전력
- 통합 배선
- 3상전력